# ピロリジジン
ピロリジジン（Pyrrolizidine）とは、複素環式有機化合物の1つである。

## 概要
ピロリジジンは、ピロリジジンアルカロイドと総称される様々なアルカロイドの中心骨格を形成している。分子式はC7H13Nで、モル質量は111.18 (g/mol)。常温常圧では液体であり、沸点は148 ℃である。なお、ピロリジジンは肝毒性を示す。